# Карабулак (Мартукский район)
Карабулак (каз. Қарабұлақ, до 2011 г. — Степь) — аул в Мартукском районе Актюбинской области Казахстана. Входит в состав Аккудыкского сельского округа. Код КАТО — 154655500.

## Население
В 1999 году население села составляло 176 человек (91 мужчина и 85 женщин). По данным переписи 2009 года в селе проживало 113 человек (58 мужчин и 55 женщин).